# En las orillas del Sar
En las orillas del Sar és la última obra de Rosalía de Castro. Publicada el 1884, el poemari és un recull de poesia existencial i social amb un gran sentiment de pèrdua. Rosalía de Castro avança la nova reforma del modernisme, i les preocupacions del segle xx, però només vint anys després de la seva publicació, se la qualifica com precursora d'aquest moviment.

## Sinopsi
Escrita en llengua castellana, recull més de cent poemes que giren entorn d'una reflexió nostàlgica de la seva vida escrita en l'última etapa de la seva existència. La lectura d'aquesta obra ens ofereix una meditació íntima on el pas del temps és inevitable i transforma tot allò que està al seu abast. Es posa en qüestió l'existència de Déu, allunyant-se en certs moments de la confiança que havia depositat en la religió, l'observació dels homes, la consideració pels paisatges de la seva estimada Galícia que l'han vist créixer i evolucionar, i per acabar, el sofriment provocat per un amor desolat que ens altera i modifica, així com la joia sentida per l'amor cap als seus fills. En las orillas del Sar obre un camí marcat per la melancolia on es troba, també, una exaltació de la naturalesa i un apropament a les gents més humils i pobres.

## Estil
Es tracta d'una obra innovadora, ja que trenca amb les formes mètriques tradicionals. L'autora cerca un llenguatge poètic apropat al registre oral per la qual cosa la musicalitat, la claredat i la simplicitat apareixen en els seus versos. La poeta combina l'assonància mètrica i els ritmes i combinacions originals.
Marina Mayoral distingeix entre dos tipus de comparacions presents en aquesta obra: en primer lloc, la comparació entre un tema concret i un tema abstracte i, en segon lloc, entre persones i elements inanimats. D'aquesta manera també es distingeixen dues tendències dins la figura de Rosalía, una com a poeta intimista que escriu experiències que es doten d'un caire universal, i una altra, com a poeta social, per la qual cosa esdevé portaveu del poble gallec. La saudade que sent en el més profund del seu ser quan reflexiona sobre la seva pròpia experiència personal, obrint també la porta a un misteri que funcionarà com un joc subtil, ja que el lector tindrà la necessitat de resoldre'l amb la lectura de les seves pàgines. 
“(…)lo dicen pero no es cierto, pues siempre cuando yo paso de mí murmuran y exclaman:
Ahí va la loca soñando
con la eterna primavera de la vida y de los campos,
y ya bien pronto, bien pronto, tendrá los cabellos canos,
y ve temblando, aterida, que cubre de escarcha el prado."
Dicen que ya no hablan las plantas, ni las fuentes, ni los pájaros

## Pròleg de Manuel Murguía
En el pròleg de Manuel Murguía, el seu marit, assenyala com Rosalía va arribar a lluitar per tot el que ella estimava i la feia viure, essent alhora conscient del patiment, un sentiment que ha traspassat la fronteres gràcies a l'expressió sincera que Rosalía duu a terme en la seva obra, que és impossible percebre sense tenir en compte la desolació, l'angoixa i la recança.
“Nadie como yo sabía que jamás ojos algunos derramaron en sus días de aflicción lágrimas más amargas que las suyas ni otro corazón como el suyo soportó en la tierra más duros golpes. El Cielo se apiadó de la infortunada el día de su muerte.” - “Que siendo en ella tan sincera la producción literaria, reflejase con toda intensidad el estado de su alma.”
Murguía accentua diferents factors presents en la vida i l'obra de Rosalía. De la mateixa manera que el dol és incessant i persistent, l'escriptor posa en relleu la importància que Rosalía atorgava a la seva terra i a la seva gent. Rosalía es converteix en la veu d'aquells que van haver de marxar a l'emigració sentint profundament les paraules i les emocions de tots aquells que no podien expressar-se però que se sentien identificats amb les poderoses paraules de l'autora. 
“Los hijos de Galicia (…) llenaban los abismos de tristeza que les consumía lejos de su tierra natal.” - “Y era que en su sangre llevaba el amor a aquellos lugares y gentes que los poblaban.”

## Temàtica

### La naturalesa
Els versos s'impregnen per la incomprensió soferta per Rosalía, reflectida en la naturalesa, el dolor i la soledat. Són moltes les ocasions on la naturalesa i el dolor es comparteixen de la mateixa manera. La terra, els boscos, la pluja, els rius, l'aigua... La desesperació i la seva ànima desconsolada es veuen reflectides en el paisatge que l'ha vist créixer. La descripció detallada de tot allò que la commou, dels instants viscuts que identifiquen la seva terra, la naturalesa que impregna tot el seu interior. L'arribada de les estacions de l'any, del temps i del seu estat d'ànim com a conseqüència d'allò que l'envolta i que la caracteritza i l'allibera. L'intens lligam que uneix Rosalía amb la seva terra. 
'“Hay canas en mi cabeza, hay en los prados escarcha;'
Mas yo prosigo soñando, pobre, incurable sonámbula."
Dicen que ya no hablan las plantas, ni las fuentes, ni los pájaros
La naturalesa passa de ser una realitat amiga i propera en algunes ocasions, a ser una realitat insòlita i hostil en moltes altres. No obstant, la terra gallega mai deixa de ser l'arrel d'on ella ha sorgit i a la qual vol tornar, exhaurida i impulsada per l'abatiment i l'aflicció. Rosalía morirà acompanyada dels seus i amb un últim desig, el de tenir la finestra oberta per tal de poder veure el mar. Un mar que no veurà realment, però que ella sentirà i notarà, deixant-li pas al seu descans profund i intensament anhelat i desitjat.

### La religió i la incertesa de la seva fe
La religió resulta contradictòria dins el poemari de Rosalía. L'autora dubte de l'existència de Déu, ja que la vida resulta absurda i la fe es destrueix per la desgràcia i el turment que sent en el seu interior, però alhora incideix en la necessitat de creure en la seva existència per tal de poder avançar. Rosalía intenta deixar-se portar per la tranquil·litat i el consol del descans definitiu, allunyant-se del dol que penetra dins la seva ànima. Un descans tan necessari per a ella que el suïcidi és recurrent en la seva obra. Resulta tan important arribar a aquest repòs, que per tal de poder-lo aconseguir, es planteja aquest tipus de solució desesperada. Són moltes les al·lusions que Rosalía duu a terme per fer referència al suïcidi. Un final que es pot donar a la vida davant un esperit que viu constantment desconsolat i que és incomprensible per a molts. És així, també, com podem assenyalar la contradicció existent en l'interior de Rosalía, ja que el suïcidi és contrari a la seva religió.
L'expressió del dolor és una recerca incessant de l'autora fins a arribar al punt de la desesperació. La poeta passa de la serenitat que l'acompanya certs instants fins al profund desemparament, a una Rosalía abatuda i desmoralitzada que arriba a conclusions desesperades.
D'aquesta manera Marina Mayoral afirma “intuye altísimas realidades, presiente y alcanza cimas de serenidad desde las que vuelve a caer en el abismo del dolor, del odio, de las rebeldía, del rencor y la amargura. Sincera y auténtica hasta la contradicción.”